# Maria Pawlikowska-Jasnorzewska

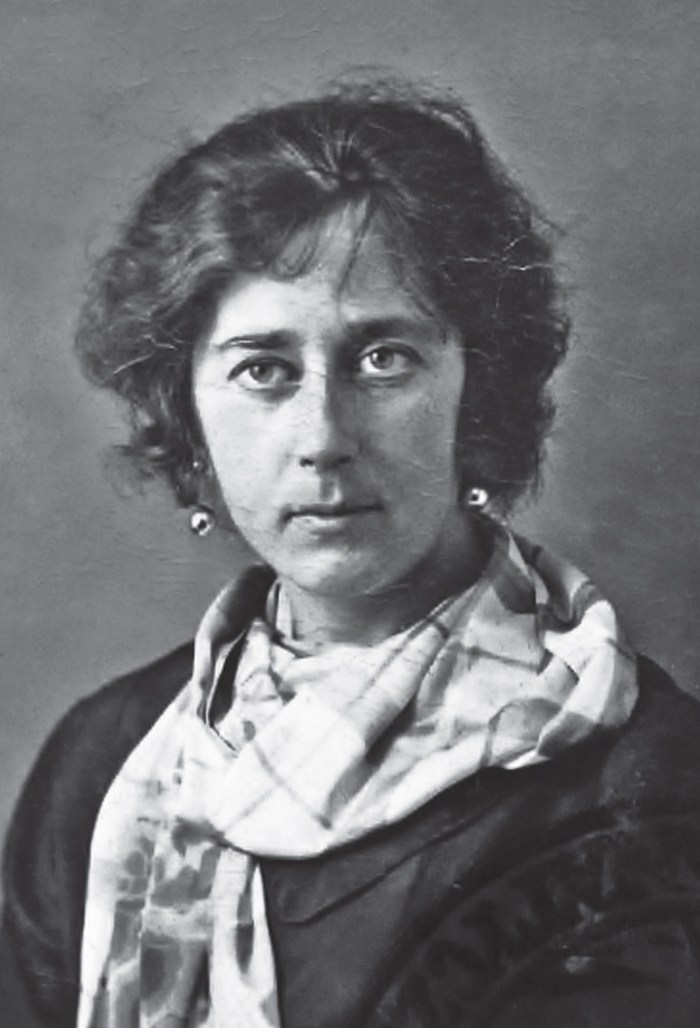

Maria Pawlikowska-Jasnorzewska (1894-1945) was een Poolse schrijfster, bekend als dichter en dramaturg.
Ze debuteerde met lyrische gedichten waarin ze gebruik maakte van litotes. Ze schreef de theaterstukken Egipska pszenica (Het Egyptisch graan) (1932), Zalotnicy niebiescy (De blauwe ruiters) (1933), Powrót mamy (De terugkeer van de moeder) (1935) en Mrówki (De mieren) (1936).
- Bibsys: 90581771
- Biblioteca Nacional de España: XX1391459
- Bibliothèque nationale de France: cb12069315q (data)
- CiNii: DA14768773
- Gemeinsame Normdatei: 119020866
- International Standard Name Identifier: 0000 0003 6848 1843
- Library of Congress Control Number: n80149945
- Nationale Bibliotheek van Tsjechië: jo20010086896
- Nationale bibliotheek van Australië: 35685236
- Nationale Bibliotheek van Israël: 987007279979705171
- Nationale Bibliotheek van Polen: a0000001179658
- Nationale en Universitaire bibliotheek Zagreb: 000048723
- Nederlandse Thesaurus van Auteursnamen: 073184438
- Réseau des bibliothèques de Suisse occidentale: 02-A003676801
- RKD-Nederlands Instituut voor Kunstgeschiedenis: 330648
- LIBRIS: 197147
- Système universitaire de documentation: 028967259
- Trove: 1041882
- Virtual International Authority File: 88042876
- WorldCat: E39PBJtRGWqfQdjcdpTrDKJ4bd